# Olivier Blanchard
Olivier Blanchard (ur. 27 grudnia 1948 w Amiens) – francuski ekonomista.
Studia ekonomiczne ukończył w 1972, w 1977 uzyskał stopień doktora na Massachusetts Institute of Technology. W latach 1977–1983 wykładał na Harvard University, aby następnie powrócić na MIT, gdzie od 1994 roku piastuje stanowisko profesora.
Od 1 września 2008 do 8 września 2015 pracował jako główny ekonomista i dyrektor Departamentu Badań Międzynarodowego Funduszu Walutowego. 
Specjalizuje się w makroekonomii, zajmował się m.in. polityką walutową, cechami rynku pracy oraz transformacją w krajach Europy Wschodniej. 
W 2004 roku otrzymał tytuł doktora honoris causa Uniwersytetu w Quebecu, a w 2010 Uniwersytetu Ekonomicznego w Krakowie.

## Wybrane publikacje
- Reform in Eastern Europe (1992, ISBN 0-262-02328-8)